# Lista över fornlämningar i Gotlands kommun (Källunge)
Lista över fornlämningar i Gotlands kommun (Källunge) är en förteckning av ett urval av de fornlämningar som finns i Källunge i Gotlands kommun.
| Namn          | Lämningstyp                      | Tillkomsttid | Historisk indelning | Plats | Läge                 | ID-nr          | Bild                                 |
| ------------- | -------------------------------- | ------------ | ------------------- | ----- | -------------------- | -------------- | ------------------------------------ |
| Källunge 1:1  | Husgrund, förhistorisk/medeltida |              | Källunge, Gotland   |       | 57.611182, 18.583818 | 10094300010001 | Ladda upp en bild av detta fornminne |
| Källunge 1:2  | Husgrund, förhistorisk/medeltida |              | Källunge, Gotland   |       | 57.610945, 18.584440 | 10094300010002 | Ladda upp en bild av detta fornminne |
| Källunge 3:1  | Hällristning                     |              | Källunge, Gotland   |       | 57.614409, 18.589984 | 11100000000851 | Ladda upp en bild av detta fornminne |
| Källunge 4:1  | Hällristning                     |              | Källunge, Gotland   |       | 57.617408, 18.586906 | 11100000000852 | Ladda upp en bild av detta fornminne |
| Källunge 7:1  | Husgrund, förhistorisk/medeltida |              | Källunge, Gotland   |       | 57.612060, 18.577873 | 10094300070001 | Ladda upp en bild av detta fornminne |
| Källunge 7:2  | Husgrund, förhistorisk/medeltida |              | Källunge, Gotland   |       | 57.611904, 18.577436 | 10094300070002 | Ladda upp en bild av detta fornminne |
| Källunge 11:1 | Gravfält                         |              | Källunge, Gotland   |       | 57.638230, 18.601639 | 10094300110001 | Ladda upp en bild av detta fornminne |
| Källunge 13:1 | Husgrund, förhistorisk/medeltida |              | Källunge, Gotland   |       | 57.627693, 18.597695 | 10094300130001 | Ladda upp en bild av detta fornminne |
| Källunge 13:2 | Husgrund, förhistorisk/medeltida |              | Källunge, Gotland   |       | 57.627287, 18.597469 | 10094300130002 | Ladda upp en bild av detta fornminne |
| Källunge 13:3 | Husgrund, förhistorisk/medeltida |              | Källunge, Gotland   |       | 57.627178, 18.597006 | 10094300130003 | Ladda upp en bild av detta fornminne |
| Källunge 14:1 | Hällristning                     |              | Källunge, Gotland   |       | 57.627773, 18.592179 | 11100000000969 | Ladda upp en bild av detta fornminne |
| Källunge 19:1 | Hällristning                     |              | Källunge, Gotland   |       | 57.622855, 18.568958 | 11100000000970 | Ladda upp en bild av detta fornminne |
| Källunge 19:2 | Hällristning                     |              | Källunge, Gotland   |       | 57.623004, 18.568626 | 11100000000971 | Ladda upp en bild av detta fornminne |
| Källunge 20:1 | Husgrund, förhistorisk/medeltida |              | Källunge, Gotland   |       | 57.609875, 18.562339 | 10094300200001 | Ladda upp en bild av detta fornminne |
| Källunge 21:1 | Husgrund, förhistorisk/medeltida |              | Källunge, Gotland   |       | 57.608980, 18.564383 | 10094300210001 | Ladda upp en bild av detta fornminne |
| Källunge 22:1 | Husgrund, förhistorisk/medeltida |              | Källunge, Gotland   |       | 57.606214, 18.570143 | 10094300220001 | Ladda upp en bild av detta fornminne |
| Källunge 23:1 | Hällristning                     |              | Källunge, Gotland   |       | 57.605812, 18.571089 | 11100000000972 | Ladda upp en bild av detta fornminne |
| Källunge 24:1 | Husgrund, förhistorisk/medeltida |              | Källunge, Gotland   |       | 57.605013, 18.572540 | 10094300240001 | Ladda upp en bild av detta fornminne |
| Källunge 25:1 | Husgrund, förhistorisk/medeltida |              | Källunge, Gotland   |       | 57.603994, 18.572830 | 10094300250001 | Ladda upp en bild av detta fornminne |
| Källunge 30:1 | Gravfält                         |              | Källunge, Gotland   |       | 57.588980, 18.558704 | 10094300300001 | Ladda upp en bild av detta fornminne |
| Källunge 31:1 | Stensättning                     |              | Källunge, Gotland   |       | 57.588560, 18.561657 | 10094300310001 | Ladda upp en bild av detta fornminne |
| Källunge 32:1 | Stensättning                     |              | Källunge, Gotland   |       | 57.587916, 18.560860 | 10094300320001 | Ladda upp en bild av detta fornminne |
| Källunge 33:1 | Stensättning                     |              | Källunge, Gotland   |       | 57.586812, 18.562977 | 10094300330001 | Ladda upp en bild av detta fornminne |
| Källunge 33:2 | Stensättning                     |              | Källunge, Gotland   |       | 57.586844, 18.562790 | 10094300330002 | Ladda upp en bild av detta fornminne |
| Källunge 33:3 | Stensättning                     |              | Källunge, Gotland   |       | 57.586889, 18.562573 | 10094300330003 | Ladda upp en bild av detta fornminne |
| Källunge 34:1 | Stensättning                     |              | Källunge, Gotland   |       | 57.585954, 18.560849 | 10094300340001 | Ladda upp en bild av detta fornminne |
| Källunge 35:1 | Stensättning                     |              | Källunge, Gotland   |       | 57.586243, 18.564617 | 10094300350001 | Ladda upp en bild av detta fornminne |
| Källunge 36:1 | Stensättning                     |              | Källunge, Gotland   |       | 57.586962, 18.564136 | 10094300360001 | Ladda upp en bild av detta fornminne |
| Källunge 49:1 | Gravfält                         |              | Källunge, Gotland   |       | 57.619795, 18.532498 | 10094300490001 | Ladda upp en bild av detta fornminne |
| Källunge 52:1 | Stensättning                     |              | Källunge, Gotland   |       | 57.587220, 18.567655 | 10094300520001 | Ladda upp en bild av detta fornminne |
| Källunge 65:1 | Hällristning                     |              | Källunge, Gotland   |       | 57.626959, 18.598188 | 11100000000973 | Ladda upp en bild av detta fornminne |
| Källunge 68:1 | Stensättning                     |              | Källunge, Gotland   |       | 57.629076, 18.582097 | 10094300680001 | Ladda upp en bild av detta fornminne |
| Bäl 7:1       | Röse                             |              | Källunge, Gotland   |       | 57.647996, 18.679244 | 10090600070001 | Ladda upp en bild av detta fornminne |
| Bäl 7:2       | Röse                             |              | Källunge, Gotland   |       | 57.647914, 18.679565 | 10090600070002 | Ladda upp en bild av detta fornminne |
| Bäl 7:3       | Stensättning                     |              | Källunge, Gotland   |       | 57.648054, 18.679900 | 10090600070003 | Ladda upp en bild av detta fornminne |
| Bäl 8:1       | Stensättning                     |              | Källunge, Gotland   |       | 57.647554, 18.681866 | 10090600080001 | Ladda upp en bild av detta fornminne |
| Bäl 8:2       | Röse                             |              | Källunge, Gotland   |       | 57.647521, 18.681600 | 10090600080002 | Ladda upp en bild av detta fornminne |
| Bäl 8:3       | Stensättning                     |              | Källunge, Gotland   |       | 57.647451, 18.681792 | 10090600080003 | Ladda upp en bild av detta fornminne |
| Bäl 8:4       | Stensättning                     |              | Källunge, Gotland   |       | 57.647384, 18.681635 | 10090600080004 | Ladda upp en bild av detta fornminne |
| Bäl 9:1       | Husgrund, förhistorisk/medeltida |              | Källunge, Gotland   |       | 57.646949, 18.683168 | 10090600090001 | Ladda upp en bild av detta fornminne |
| Bäl 9:2       | Stenkrets                        |              | Källunge, Gotland   |       | 57.646863, 18.682968 | 10090600090002 | Ladda upp en bild av detta fornminne |
| Bäl 100:1     | Stensättning                     |              | Källunge, Gotland   |       | 57.648504, 18.680442 | 10090601000001 | Ladda upp en bild av detta fornminne |